# Croix de cimetière de Séneujols
La croix de cimetière de Séneujols  est une croix monumentale située à Séneujols, en France.

## Généralités
La croix est située dans le cimetière de Séneujols, sur le territoire de la commune de Séneujols, dans le département de la Haute-Loire, en région Auvergne-Rhône-Alpes, en France.

## Historique
La croix est date du XVe siècle ou XVIe siècle et a vraisemblablement été restaurée au XIXe siècle.
La croix est inscrite au titre des monuments historiques par arrêté du 11 juin 1930.

## Description
Sur un socle carré, repose le fut carré équarri, qui n'est pas d'origine. Le croisillon est de section hexagonale et les extrémités sont terminés par des fleurons à rosaces cruciformes,.
Au niveau iconographique, la croix présente un Christ couronné d'épines dont la partie basse est dégradée. De l'autre côté, une Vierge à l'enfant est présente sous une couronne tenue par un ange. Enfin, latéralement, deux statuettes, vraisemblablement Saint-Jean et de Sainte-Madeleine complètent l'ensemble.